# Maggie Kuhn
Margaret Eliza (Maggie) Kuhn (* 31. August 1905 in Buffalo, New York; † 22. April 1995 in Philadelphia, Pennsylvania) war eine US-amerikanische Menschenrechtlerin und Gründerin der Altersrechtsbewegung Gray Panthers.

## Leben

### Kindheit und Jugend
Margaret Eliza Kuhn wurde am 31. August 1905 in Buffalo, New York als Tochter von Minnie und Samuel Kuhn geboren. Sie hörte aber schon von früh an lieber auf die Kurzform Maggie. 1921 absolvierte sie erfolgreich mit 16 Jahren die West High School in Cleveland um künftig an der Western Reserve University in Cleveland zu studieren. Zu jener Zeit war laut Maggie eine höhere Bildung für Frauen nur während des Heranwachsens möglich. Wenn sie groß waren gab es nur zwei Karrieremöglichkeiten, die Schwesternlaufbahn oder als Lehrerin, und es war unwidersprochen, dass jede Karriere früh wegen einer Heirat abgebrochen wurde. 1926 beendete sie ihr Studium der englischen Literatur, mit Nebenfach Soziologie und Französisch an der Western Reserve Universität mit einer Ehrenauszeichnung.

### YWCA + Jugendbildung
1930 bekam sie eine Lehranstellung bei Clevelands Young Women’s Christian Association (YWCA), die sie für die folgenden 11 Jahre innehatte. Bei YWCA kümmerte sie sich um die Jugendbildung und Ausbildung junger Frauen, half ihnen sich selbst zu organisieren und entwickelte dabei selbst ein erstes Interesse für Sozialaktivismus. Besonders gut gefiel ihr der Glaube an die Fähigkeit der Gruppe, das Individuum zu stärken und gemeinsam die Gesellschaft ändern zu können. Einigen Wirbel verursachte sie mit ihrem Kurs über menschliche Sexualität. Dort diskutierte sie über die Mechanismen der Sexualität, über Geburtenkontrolle, Schwangerschaft, und die Schwierigkeiten des Singledaseins in einer Gesellschaft, die Heirat zum Normfall erklärt hat. Sie ermutigte junge Frauen ihre eigenen Lebensumstände und ihre Umwelt zu untersuchen.

### Presbyterian Church + USO
1941, als die USA sich am Zweiten Weltkrieg beteiligten, wechselte sie ihren Job und fing bei der Presbyterian Church in New York City an. Dort war sie Sekretärin, als Programmkoordinatorin in der Abteilung für Kirchen und Rassenangelegenheiten und als Herausgeberin und Autorin für die Kirchenzeitschrift Social Progress.

### Gray Panthers
Hauptartikel: Gray Panthers

## Ideenstifterin Generationenmodell
Das Generationenmodell soll verschiedene Generationen zusammenbringen und ihre gegenseitige Hilfe, Fähigkeiten und Unterstützung vernetzen. Ganz konkret lassen zum Beispiel Senioren Jugendliche mietfrei bei sich wohnen und die Jugendlichen helfen den Senioren dafür in einem abgesprochene Rahmen. Umgekehrt funktioniert das genauso, Senioren übernehmen ein Stück weit die Rolle der Großeltern bei Familien mit vielen Kindern mit Nachhilfe, Beaufsichtigen, Handarbeiten, Basteln oder etwa Fahrräder reparieren und können dafür günstiger wohnen. In einem größeren Rahmen hat das die Wissenschaftlerin Brenda Krause Eheart in Rantoul, Illinois umgesetzt. Sie konnte staatliche Zuschüsse für ein Wohnprojekt mit 84 Wohnungen bei der ehemaligen Chanute Air Force Base beschaffen und organisierte dort ein Miteinanderwohnen und Helfen für Familien, die zu den eigenen auch Heim- und Pflegekinder aufnahmen und mit den Senioren die Betreuung und Erziehung übernahmen.

## Auszeichnungen (Auswahl)
- 1974 Award for justice and human development, verliehen von der Witherspoon Society
- 1978 Humanist of the Year, verliehen von der American Humanist Association[2]
- 2005 Ollie Randall Award, verliehen von der NCOA[3]

## Zitate
Folgende Zitate und Redewendungen stammen von Maggie Kuhn.
- "Äussere deine Meinung, auch wenn deine Stimme zittert." • Stand before the people you fear and speak your mind -- even if your voice shakes.
- "Gut platzierte Schlingen (Fussangeln) können auch Riesen zu Fall bringen." • Well-aimed slingshots can topple giants.

## Maggie Growls (Film)
Maggie Growls ist ein 65-minütiger Dokumentarfilm aus dem Jahr 2002 von den Filmemacherinnen Barbara Attie und Janet Goldwater. Der Filmtitel ist eine Anspielung auf das warnende Knurren der Panther als kritische Reaktion auf die gesellschaftlichen Veränderungen der USA gegen Ende der 60er Jahre. Der Film beobachtet, wie das Wirken und das lebendige Wesen von Maggie Kuhn den gesellschaftlichen Respekt vor Alten Menschen wiederbelebt haben.